# Arroyo Seco (ort i Argentina, Santa Fe)
Arroyo Seco är en ort i Argentina.   Den ligger i provinsen Santa Fe, i den centrala delen av landet, 260 kilometer nordväst om huvudstaden Buenos Aires. Arroyo Seco ligger 29 meter över havet och antalet invånare är 20 008.
Terrängen runt Arroyo Seco är platt. Runt Arroyo Seco är det ganska tätbefolkat, med 139 invånare per kvadratkilometer.. Närmaste större samhälle är Gobernador Gálvez, 18,5 kilometer nordväst om Arroyo Seco. 
Trakten runt Arroyo Seco består till största delen av jordbruksmark.